# Francisco António de Almeida
Francisco António de Almeida (vers el 1702 – 1755?), fou un dels compositors portuguesos més importants.
És autor de la primera òpera en estil italià d'autor portuguès. Amplià estudis a Roma i fou organista de la Patriarcal de Lisboa. També fou autor de la música de La Pazienza di Socrate (1733) o La Spinalba (1739) i d'algunes sonates.